# Kambodzsa uralkodóinak listája
Az alábbi lista Kambodzsa uralkodóit tartalmazza.

## Funan(68–627)
| #   | Uralkodó                                                                                | Hivatalban         | Khmerül        | Megjegyzés |
| --- | --------------------------------------------------------------------------------------- | ------------------ | -------------- | ---------- |
| 1.  | Szoma (Neang Neak), kínai források szerint Liu-je (柳葉)                                | i. sz. 1-2. század | ព្រះនាងសោម៉ា         |            |
| 2.  | I. Kaundinja (Preah Thong), kínai források szerint: Hun-tien (混塡) vagy Hun-huj (混湏) | i. sz. 1-2. század | កៅណ្ឌិន្យទី១        |            |
| 3.  | ismeretlen                                                                              | 2. század          |                |            |
| 4.  | ismeretlen, kínai források szerint Hunpankuang (混盤況)                                 | 2. század–198      | ហ៊ុន ប៉ាន់ហួង        |            |
| 5.  | ismeretlen, kínai források szerint Panpan (盤盤)                                        | 198–201            | ប៉ាន់ ប៉ាន់          |            |
| 6.  | Szrei Meara, kínai nevén Fansiman (范師蔓)                                              | 201–225            | ស្រីមារញ (ផ្វានឝ៊ឺម៉ាន) |            |
| 7.  | ismeretlen, kínai források szerint Fancsinseng (范金生)                                 | 225                | ផ្វានជិនឝឹង        |            |
| 8.  | ismeretlen, kínai források szerint Fancsan (范旃)                                       | 225–244            | ផ្វានចាន          |            |
| 9.  | ismeretlen, kínai források szerint Fancsang (范長)                                      | 244                | ផ្វានឆាង          |            |
| 10. | ismeretlen, kínai források szerint Fanhszün (范尋)                                      | 244–289            | ផ្វានស៊ីយូន         |            |
| 11. | ismeretlen                                                                              | 289–357            |                |            |
| 12. | Kandana                                                                                 | 357–410            | កាន់ដាណា           |            |
| 13. | II. Kaundinja                                                                           | 410–434            | កៅណ្ឌិន្យទី២        |            |
| 14. | I. Srí Indravarman                                                                      | 434–435 k.         | ស្រិន្ទ្រវរ្ម័នទី១    |            |
| 15. | ismeretlen                                                                              | 435–438            |                |            |
| 16. | ismeretlen                                                                              | 438–484            |                |            |
| 17. | Dzsajavarman Kaundinja                                                                  | 484–514            | ជ័យវរ្ម័ន កណ្ឌិនយ៉ា   |            |
| 18. | Kula Pravati                                                                            | 514–517            | គូឡាប្រាវ៉ាទី         |            |
| 19. | Rutravarman                                                                             | 517–550            | រុទ្រវរ្ម័ន        |            |

## Csenla(553–802)
| Uralkodó        | Hivatalban | Khmerül | Megjegyzés |
| --------------- | ---------- | ------- | ---------- |
| I. Bhavavarman  | 553–611    |         |            |
| Mahendravarman  | 611–616    |         |            |
| I. Isanavarman  | 616–639    |         |            |
| II. Bhavavarman | 639–657    |         |            |
| I. Dzsajavarman | 657–681    |         |            |
| Dzsajadevi      | 681–713    |         |            |

Csenla 707 körül két részre, Szárazföldi Csenlára (khmerül: ចេនឡាដីគោក Chénla deikoŭk) és Vízi Csenlára (khmerül: ចេនឡាទឹកលិច Chénla tœ̆klĭch) szakadt.
Vízi Csenla uralkodója a mindenkori csenlai király, Szárazföldi Csenla uralkodója a mindenkori királyné volt.

### Szárazföldi Csenla
| Uralkodó       | Hivatalban | Khmerül     | Megjegyzés |
| -------------- | ---------- | ----------- | ---------- |
| Indrani        | 8. század  | ឥន្ទ្រលោក      |            |
| Nrpatendradevi | 8. század  | ន្ឫបតីន្ទ្រទេវីទី២ |            |
| Dzsajendrabha  | 8. század  | ជយេន្ទ្រភា      |            |
| Dzsjeszthárja  | 803 k.     | ជ្យេស្ថាយ៌ា       |            |

### Vízi Csenla
| Uralkodó            | Hivatalban | Khmerül    | Megjegyzés |
| ------------------- | ---------- | ---------- | ---------- |
| Puskaraksa          | 716–730    | បុឝ្ករាក្ឝ     |            |
| Sambhuvarman        | 730–750 k. | ឝម្ភុវម៌្ម     |            |
| I. Radzsendravarman | 750–770 k. | រាជិន្ទ្រាវរ្ម័ន១ |            |
| Mahipativarman      | 780 k.     | មហីបតិវម៌្ម    |            |

## Khmer Birodalom(802–1431)
| Uralkodó                              | Hivatalban             | Megjegyzés |
| ------------------------------------- | ---------------------- | ---------- |
| II. Dzsajavarman (*770 k.)            | 802 – †834             |            |
| III. Dzsajavarman                     | 834 – †877             |            |
| I. Indravarman                        | 877 – †889             |            |
| I. Jaszovarman                        | 889 – †912             |            |
| I. Harsavarman                        | 912 – †923             |            |
| Iszanavarman                          | 923 – †928             |            |
| IV. Dzsajavarman                      | 928 – †941             |            |
| II. Harsavarman                       | 941 – †944             |            |
| Radzsendravarman                      | 944 – †968             |            |
| V. Dzsajavarman                       | 968 – †1001            |            |
| I. Udajaditjavarman                   | 1001 – †1002           |            |
| Dzsajaviravarman                      | 1002 – †1006           |            |
| I. Szurjavarman                       | 1006 – †1049           |            |
| II. Udajaditjavarman                  | 1049 – †1066           |            |
| II. Harsavarman                       | 1066 – †1080           |            |
| Noriditdravarman                      | 1080 – †1113           |            |
| VI. Dzsajavarman                      | 1080 – †1107           |            |
| I. Dharanindravarman                  | 1107 – †1112           |            |
| II. Szurjavarman                      | 1113 – †1150           |            |
| II. Dharanindravarman                 | 1150 – †1156           |            |
| II. Jaszovarman                       | 1156 – †1165           |            |
| Tribhuvaniditjavarman                 | 1166 – †1177           |            |
| 1177 és 1181 között csampa invázió    |                        |            |
| VII. Dzsajavarman (*1125)             | 1181 – †1218           |            |
| II. Indravarman                       | 1218 – †1243           |            |
| VIII. Dzsajavarman                    | 1243 – 1295, †1295 u.  | Lemondott. |
| III. Indravarman (*1237)              | 1295 – †1307           |            |
| Szrindravarman                        | 1307–1327, †1327 u.    | Lemondott. |
| IX. Dzsajavarman                      | 1327 – †1336           |            |
| Trosok Peam                           | 1336 – †1340           |            |
| Nippean-bat                           | 1340 – †1346           |            |
| Szithean Racsa                        | 1346 – †1347           |            |
| Lampong (*1320)                       | 1347 – †1353           |            |
| 1352 és 1357 között sziámi invázió    |                        |            |
| I. Szorijotei                         | 1357 – †1359           |            |
| I. Szorijovong (*1314)                | 1359 – †1362           |            |
| I. Barom Reamea (*1341)               | 1362 – †1373           |            |
| Dhammaszokaradzsa (*1344)             | 1373 – †1393           |            |
| 1393 és 1401 között sziámi megszállás |                        |            |
| II. Szorijovong                       | 1401 – †1417           |            |
| I. Barom Racsa                        | 1417 – 1431, ld. alább |            |

## Kambodzsai Királyság (1431–1970)

### Csarktomoka főváros (1431–1516)
| Uralkodó                                           | Egyéb uralkodói nevek    | Hivatalban   | Megjegyzés                                                               |
| -------------------------------------------------- | ------------------------ | ------------ | ------------------------------------------------------------------------ |
| I. Barom Racsa (*1393)                             | I. Szorijopear           | 1431 – †1463 | II. Barom Racsa néven 1417-től 1431-ig a Khmer Birodalom utolsó királya. |
| I. Narajanaradzsa (*1418)                          | I. Noreaj Racsa          | 1463 – †1469 |                                                                          |
| Szrei Racsa (*1437)                                |                          | 1468 – †1484 |                                                                          |
| II. Szorijotei (*1457)                             | Radzsadhiradzsa          | 1468 – †1474 |                                                                          |
| I. Thommo Racsa (*1439)                            | I. Dharmaradzsa          | 1486 – †1504 |                                                                          |
| Damkhat Szokonthor Racsa (*1473)                   | Szri Szugandhapadaradzsa | 1504 – †1512 |                                                                          |
| Szri Szukonthor (*?)                               |                          | 1486 – †1512 |                                                                          |
| Szri Neaj Kan (*1476)                              | Parama Bupati            | 1512 – †1529 |                                                                          |
| 1516 és 1525 között polgárháború dúlta az országot |                          |              |                                                                          |

### Loveka főváros (1516–1593)
| Uralkodó                 | Egyéb uralkodói nevek                                   | Hivatalban   | Megjegyzés |
| ------------------------ | ------------------------------------------------------- | ------------ | ---------- |
| I. Csan (*1476)          | II. Szorijopear, II. Barom Racsa                        | 1516 – †1556 |            |
| III. Barom Racsa (*1534) | I. Barom Intho Racsa, III. Szorijovong                  | 1556 – †1567 |            |
| I. Szatha (*1543)        | IV. Barom Racsa, II. Barom Intho Racsa, IV. Szorijovong | 1567 – †1594 |            |
| I. Csej Csettha (*1575)  | Szri Dzsethadhiradzsa                                   | 1585 – †1596 |            |

### Szrei Szonthora főváros (1594–1620)
| Uralkodó                 | Egyéb uralkodói nevek             | Hivatalban       | Megjegyzés |
| ------------------------ | --------------------------------- | ---------------- | ---------- |
| I. Ream (*?)             | Csung Prei Racsa                  | 1594 – †1596     |            |
| II. Ream (*?)            | Radzsadhiradzsa                   | 1596 – †1597     |            |
| V. Barom Racsa (*1579)   | V. Paramaradzsa                   | 1597 – †1599     |            |
| VI. Barom Racsa (*1566)  | VI. Paramaradzsa                  | 1600 – †1600     |            |
| I. Kaev Hua (*1573)      |                                   | 1600–1603, †1611 |            |
| VII. Barom Racsa (*1548) | VII. Paramaradzsa, V. Szorijovong | 1603–1618, †1619 |            |

### Oudonga főváros (1618–1863)
| Uralkodó                      | Egyéb uralkodói nevek                                                  | Hivatalban                          | Megjegyzés |
| ----------------------------- | ---------------------------------------------------------------------- | ----------------------------------- | ---------- |
| II. Csej Csettha (*1577)      |                                                                        | 1618 – †1625                        |            |
| Udajaradzsa (*1577)           |                                                                        | régens: 1625 – †1642. január 5.     |            |
| II. Thommo Racsa (*1602)      | II. Szri Dharmaradzsa, VI. Szorijovong                                 | 1625 – †1631                        |            |
| Ang Tong Racsa (*1608)        |                                                                        | 1631 – †1640 júniusa                |            |
| Batom Racsa (*1616)           | I. Padumaradzsa                                                        | 1640 – †1642. január 5.             |            |
| I. Ramathipadi (*1614)        | II. Batom Racsa, II. Padumaradzsa, VII. Szorijovong                    | 1642–1658, †1659                    |            |
| VIII. Barom Racsa (*1628)     | VIII. Paramaradzsa, VIII. Szorijovong                                  | 1658 – †1672 decembere              |            |
| III. Csej Csettha (*1639)     | III. Batom Racsa, III. Padumaradzsa                                    | 1672 – †1673 áprilisa/májusa        |            |
| II. Kaev Hua (*1652)          |                                                                        | 1673–1674, †1677                    |            |
| IV. Padumaradzsa (*1654)      |                                                                        | régens: 1674-ben, †1691             |            |
| IV. Csej Csettha (*1656)      |                                                                        | 1675–1695, ld. alább                |            |
| I. Outej (*1672)              | I. Udajaradzsa, II. Noreaj Reamea, II. Narajanarama                    | 1695 – †1696                        |            |
| IV. Csej Csettha (2x)         |                                                                        | 1696–1696, ld. alább                |            |
| III. Kaev Hua (*1674)         | V. Csej Csettha                                                        | 1699–1701, ld. alább                |            |
| IV. Csej Csettha (3x)         |                                                                        | 1701–1702, ld. alább                |            |
| III. Thommoracsa (*1689)      | III. Szri Dharmaradzsa, VI. Csej Csettha                               | 1702–1704, ld. alább                |            |
| IV. Csej Csettha (4x)         |                                                                        | 1704–1707, †1725                    |            |
| III. Thommoreachea (2x)       | III. Szri Dharmaradzsa, VI. Csej Csettha                               | 1707–1710, ld alább                 |            |
| III. Kaev Hua (2x)            | V. Csej Csettha                                                        | 1710–1722, ld. alább                |            |
| II. Szatha (*1702)            | IX. Paramaradzsa                                                       | 1722–1729, ld. alább                |            |
| III. Kaev Hua (3x)            | V. Csej Csettha                                                        | 1729–1730, †1731                    |            |
| II. Szatha (2x)               | IX. Paramaradzsa                                                       | 1730–1738, ld. alább                |            |
| III. Thommoracsa (3x)         | III. Szri Dharmaradzsa, VI. Csej Csettha                               | 1738 – †1747                        |            |
| IV. Thommoracsa (*1706)       | IV. Szri Dharmaradzsa                                                  | 1747-ben, †1748                     |            |
| II. Ramathipadi (*1692)       |                                                                        | régens: 1747–1749, ld. alább        |            |
| II. Szatha (3x)               | IX. Paramaradzsa                                                       | 1749, †1749                         |            |
| VII. Csej Csettha (*1709)     |                                                                        | 1749 – †1755                        |            |
| II. Ramathipadi (2x)          |                                                                        | régens: 1755, †1757                 |            |
| II. Udajaradzsa (*1739)       | II. Udajaradzsa, II. Noreaj Racsa, II. Narajanaradzsa, IV. Szorijopear | 1758–1775, †1777 decembere          |            |
| Ream Racsa (*1739)            |                                                                        | 1775 – †1779 augusztusa             |            |
| III. Narajanaradzsa (*1772)   | III. Noreaj Racsa, V. Szorijopear                                      | 1779–1796, †1796. május 5.          |            |
| Interregnum 1796–1806         |                                                                        |                                     |            |
| III. Udajaradzsa (*1791)      | VI. Szorijopear                                                        | 1806 – †1835. január 7.             |            |
| Ang Mei (*1815)               |                                                                        | kir.-nő: 1835–1841, †1874 decembere | Királynő.  |
| Hariharak Ramadhipati (*1796) |                                                                        | 1840 – †1860. május 19.             |            |

### Kambodzsa francia uralom alatt (1863–1953)
| Portré | Uralkodó                                                     | Hivatalban | Khmerül                   | Megjegyzés                                                           |
| ------ | ------------------------------------------------------------ | ---------- | ------------------------- | -------------------------------------------------------------------- |
|        | I. Norodom * 1834 februárja † 1904. április 24.              | 1860–1904  | ព្រះករុណាព្រះបាទសម្តេចព្រះសុវណ្ណកោដ្ឋ    | Ang Duong fia.                                                       |
|        | Sziszowath * 1840. szeptember 7. † 1927. augusztus 9.        | 1904–1927  | ព្រះករុណាព្រះបាទសម្តេចព្រះបរមរាជានុកោដ្ឋ  | Ang Duong fia.                                                       |
|        | Sziszowath Monivong * 1875. december 27. † 1941. április 24. | 1927–1941  | ព្រះករុណាព្រះបាទសម្តេចព្រះបរមខត្តិយកោដ្ឋ | Sziszowath fia.                                                      |
|        | Norodom Szihanuk * 1922. október 31. † 2012. október 15.     | 1941–1953  | ព្រះករុណាព្រះបាទសម្តេចព្រះបរមរតនកោដ្ឋ  | Norodom Szuramarit fia. A királyság 1953-ban elnyeri függetlenségét. |

### A független Kambodzsai királyság (1953–1970)
| Portré | Uralkodó                                                 | Hivatalban | Khmerül                  | Megjegyzés                                                                                 |
| ------ | -------------------------------------------------------- | ---------- | ------------------------ | ------------------------------------------------------------------------------------------ |
|        | Norodom Szihanuk                                         | 1953–1955  | ព្រះករុណាព្រះបាទសម្តេចព្រះបរមរតនកោដ្ឋ | 1955-ben lemondott édesapja javára a trónról.                                              |
|        | Norodom Szuramarit * 1896. március 6. † 1960. április 3. | 1955–1960  | ព្រះករុណាព្រះបាទសម្តេចព្រះមហាកញ្ចនកោដ្ឋ | I. Norodom unokája.                                                                        |
|        | Norodom Szihanuk                                         | 1960–1970  |                          | Édesapja halála után ismét az ország élére került, azonban csak a hercegi címet vette fel. |

1970-ben államcsíny történt, Kambodzsa átalakult Khmer Köztársasággá. Egészen 1975-ig a Khmer Köztársaság mindenkori elnöke, 1975-től a Vörös Khmerek uralma alatti Demokratikus Kambodzsa idején az Állami Prezídium elnöke, 1979-től a Khmer Népköztársaság idején az Állami Tanács elnöke töltötte be az államfői jogkört. 1993-ban pedig visszaállították a királyságot.

## Második királyság (1993-tól napjainkig)
| Portré | Uralkodó                            | Hivatalban      | Khmerül                  | Megjegyzés                                                                                      |
| ------ | ----------------------------------- | --------------- | ------------------------ | ----------------------------------------------------------------------------------------------- |
|        | Norodom Szihanuk második uralkodása | 1993–2004       | ព្រះករុណាព្រះបាទសម្តេចព្រះបរមរតនកោដ្ឋ | 1993-ban visszaállították a királyságot. 2004-ben egészségi állapota miatt lemondott a trónról. |
|        | Norodom Szihamoní * 1953. május 14. | 2004–hivatalban | នរោត្តម សីហមុនី               | Norodom Szihanuk fia.                                                                           |

## Fordítás
- Ez a szócikk részben vagy egészben  a   Monarques du Cambodge című francia Wikipédia-szócikk fordításán alapul.  Az eredeti cikk szerkesztőit annak laptörténete sorolja fel. Ez a jelzés csupán a megfogalmazás eredetét és a szerzői jogokat jelzi, nem szolgál a cikkben szereplő információk forrásmegjelöléseként.

## Lásd még
- Khmer Birodalom
- Angkor
- Angkorvat